# Nueva Braunau
Nueva Braunau (česky Nový Broumov) je vesnice patřící k městu Puerto Varas, která se nachází v regionu Los Lagos na jihu Chile. Byla založena německy mluvícími rakousko-uherskými osadníky od města Braunau na východě Čech (nyní Broumov).

## Historie

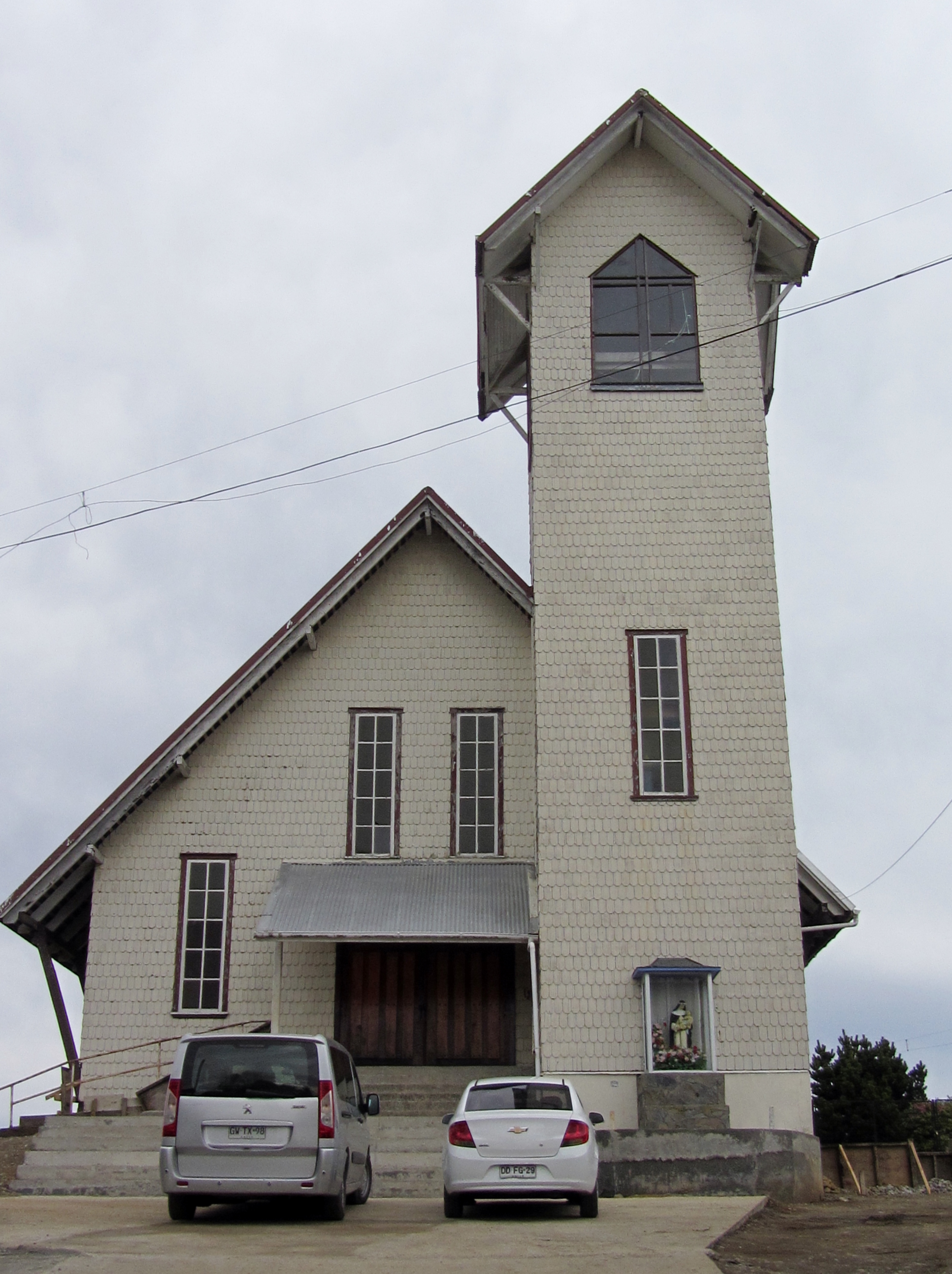
Kostel sv. Růženy z Limy

Vesnice byla založena dne 15. srpna 1877 a přispěla tak ke kolonizaci a osidlování oblasti, která začala v polovině 19. století německými a rakouskými osadníky, kteří s podporou chilské vlády rozvíjeli zemědělství a chov hospodářských zvířat. V osadě vyrůstal i pozdější biskup August Klinke (1870–1932).
Museo Antonio Felmer (nazývané také Německé muzeum) představuje sbírku historických, uměleckých a kulturních artefaktů spojených s kolonizací a urbanizací území.